# Александър Серебров
Алекса́ндър Алекса́ндрович Серебро́в (род. на 15 февруари 1944, Москва – поч. на 12 ноември 2013, Москва) е съветски и руски космонавт, извършил 4 космически полета.
Рекордьор по сумарен нальот (372 денонощия и 22 часа) на станция „Мир“ и брой (10) излизания в открития космос (общо 31 часа и 48 минути) до 1997 г. 

## Биография
Роден е в семейството на служещ (началник на криминалното следствие в гр. Пушкин). По народност е руснак. Завършва със сребърен медал Средно училище № 36 в Москва (1961) и Московския физико-технически институт (МФТИ) през 1967 г.
След дипломирането си в продължение на 9 години се занимава с научна дейност в катедра на МФТИ, завършва аспирантура по специалност „Физика на течностите, газовете и плазмата“ (1970). Член на КПСС от 1976 г.
От 1976 г. работи в научно-производственото обединение „Енергия“, участва в разработката и изпитанията на космически апарати.
На 1 декември 1978 г. Александър Серебров е зачислен в отряда на съветските космонавти. Преминава пълния курс по общокосмическа подготовка и подготовка за полети с космически кораби тип „Союз Т“ и орбиталната станция „Салют“.
Извършва 4 полета с космическите кораби „Союз Т-7“, „Союз Т-8“, „Союз ТМ-8“ и „Союз ТМ-17“.
| Полети и стартове, в които участва Александър Серебров                                    | Полети и стартове, в които участва Александър Серебров | Полети и стартове, в които участва Александър Серебров | Полети и стартове, в които участва Александър Серебров | Полети и стартове, в които участва Александър Серебров | Полети и стартове, в които участва Александър Серебров | Полети и стартове, в които участва Александър Серебров |
| Номер п/п                                                                                 | Дата на старта                                         | Космически кораб                                       | Дата на кацане                                         | Космически кораб                                       | Длъжност                                               | Продължителност                                        |
| ----------------------------------------------------------------------------------------- | ------------------------------------------------------ | ------------------------------------------------------ | ------------------------------------------------------ | ------------------------------------------------------ | ------------------------------------------------------ | ------------------------------------------------------ |
| 1                                                                                         | 19 август 1982                                         | Союз Т-7                                               | 27 август 1982                                         | Союз Т-5                                               | Бординженер                                            | 7 денонощия 21 часа 52 минути и 24 секунди.            |
| 2                                                                                         | 20 април 1983                                          | Союз Т-8                                               | 22 април 1983                                          | Союз Т-8                                               | Бординженер                                            | 2 денонощия 17 минути и 48 секунди.                    |
| 3                                                                                         | 5 септември 1989                                       | Союз ТМ-8                                              | 19 февруари 1990                                       | Союз ТМ-8                                              | Бординженер                                            | 166 денонощия 6 часа 58 минути и 15 секунди.           |
| 4                                                                                         | 1 юли 1993                                             | Союз ТМ-17                                             | 14 януари 1994                                         | Союз ТМ-17                                             | Бординженер                                            | 196 денонощия 17 часа 45 минути и 22 секунди.          |
| Обща продължителност на престоя в космоса – 372 денонощия 22 часа 53 минути и 19 секунди. |                                                        |                                                        |                                                        |                                                        |                                                        |                                                        |

Има 10 излизания в откритото космическо пространство с обща продължителност 31 часа и 49 минути.
Излиза в пенсия на 10 май 1995 г. Водил е телевизионното предаване „Уроци от космоса“ за привличане на младежите към космоса.

## Награди
- „Герой на Съветския съюз“ (1982)
- 2 ордена „Ленин“ (1982, 1983)
- орден „Октомврийска революция“ (1990)
- Орден на дружбата (1994)
- Орден на Почетния легион (Франция, 1988)
- Орден „Народна република България“ 1-ва степен (1988)
- Летец-космонавт на СССР (1982)
- „Почетен гражданин“ на градовете Гагарин, Долгопрудни (Московска област), Киров, Калуга, Байконур, Жезказган, Хънтсвил (щата Алабама), Оклахома Сити, Тампа
- Почетен професор на МФТИ (2009)[1][2]